# 珍妮特·沙克尔顿
珍妮特·沙克尔顿（英語：Janet Shackleton，1928年7月10日—2021年5月17日），新西兰女子田径运动员，主攻跨栏。她曾代表新西兰参加1950年大英帝国运动会田径比赛，获得女子80米栏铜牌。